# Champions Trophy der Damen 2016
Die 22. FIH Champions Trophy der Damen im Hockey fand zwischen dem 18. und 26. Juni 2016 in London, Vereinigtes Königreich statt. Der Sieger des Turniers lautet Argentinien.

## Teilnehmer
Im Gegensatz zu den letzten Ausgaben gab es sechs Teilnehmer statt acht. Teilnahmeberechtigt waren der Gastgeber, der Gewinner des olympischen Turniers 2012, der Gewinner der 13. Weltmeisterschaft 2014, der Gewinner der FIH Hockey World League 2014–2015, der Gewinner der FIH Champions Challenge 2014. Eine weitere Nation wurde durch das FIH-Exekutivkomitee eingeladen. Für den Fall, dass Nationen mehr als eines, der obengenannten, Kriterien erfüllen, lud das Exekutivkomitee weitere Nationen ein. Dadurch ergaben sich für dieses Turnier folgende Teilnehmer:
- Großbritannien (Gastgeber)
- Niederlande (Olympiasieger 2012 und Weltmeister 2014)
- Argentinien (Sieger FIH Hockey World League 2014–2015)
- Vereinigten Staaten (Sieger FIH Champions Challenge 2014)
- Australien (Einladung Exekutivkomitee)
- Neuseeland (Einladung Exekutivkomitee)

## Ergebnisse

### Vorrunde

#### Tabelle
| Pl. | Nation              | Sp. | S | U | N | Tore | Diff. | Pkt. |
| --- | ------------------- | --- | - | - | - | ---- | ----- | ---- |
| 1.  | Niederlande         | 5   | 5 | 0 | 0 | 16:4 | +12   | 15   |
| 2.  | Argentinien         | 5   | 3 | 1 | 1 | 12:8 | +4    | 10   |
| 3.  | Australien          | 5   | 2 | 1 | 2 | 11:8 | +3    | 7    |
| 5.  | Vereinigten Staaten | 5   | 1 | 2 | 2 | 7:11 | −4    | 5    |
| 5.  | Neuseeland          | 5   | 1 | 1 | 3 | 7:14 | −7    | 4    |
| 6.  | Großbritannien      | 5   | 0 | 1 | 4 | 3:11 | −8    | 1    |

|  |                  |
|  | Spiel um Platz 1 |
|  | Spiel um Platz 3 |
|  | Spiel um Platz 5 |

#### Resultate
| 18. Juni 2016       |     |                     |
| Vereinigten Staaten | 2:2 | Australien          |
| Argentinien         | 2:2 | Großbritannien      |
| Niederlande         | 6:2 | Neuseeland          |
| 19. Juni 2016       |     |                     |
| Vereinigten Staaten | 1:4 | Argentinien         |
| Niederlande         | 2:0 | Großbritannien      |
| Australien          | 3:1 | Neuseeland          |
| 21. Juni 2016       |     |                     |
| Australien          | 1:2 | Argentinien         |
| Niederlande         | 4:1 | Vereinigten Staaten |
| Neuseeland          | 1:0 | Großbritannien      |
| 23. Juni 2016       |     |                     |
| Argentinien         | 4:2 | Neuseeland          |
| Australien          | 1:2 | Niederlande         |
| Großbritannien      | 0:2 | Vereinigten Staaten |
| 25. Juni 2016       |     |                     |
| Argentinien         | 0:2 | Niederlande         |
| Neuseeland          | 1:1 | Vereinigten Staaten |
| Großbritannien      | 1:4 | Australien          |

### Endrunde
26. Juni 2016

#### Spiel um Platz 5
| Neuseeland | 3:4 | Großbritannien |

#### Spiel um Platz 3
| Australien | 2:2 (0:1 SO) | Vereinigten Staaten |

#### Finale
| Niederlande | 1:2 | Argentinien |

## Rangliste
| Rang | Nation              |
| ---- | ------------------- |
| 1.   | Argentinien         |
| 2.   | Niederlande         |
| 3.   | Vereinigten Staaten |
| 4.   | Australien          |
| 5.   | Großbritannien      |
| 6.   | Neuseeland          |

## Individuelle Auszeichnungen
- Beste junge Spielerin:  Maria Granatto
- Beste Torhüterin:  Joyce Sombroek
- Beste Torschützin:  Carla Rebecchi
- Beste Spielerin:  Carla Rebecchi